# پاتریک توبو
پاتریک توبو (انگلیسی: Patrick Tobo؛ زادهٔ ۹ سپتامبر ۱۹۶۲) بازیکن سابق و مربی فوتبال اهل کامرون است.
وی همچنین در تیم ملی فوتبال کامرون بازی کرده است.